# Constitution de l'État de Kosrae
Pour un article plus général, voir Politique de la Micronésie.
Lire en ligne

Version originale : Site de la Cour suprême

La constitution de l'État de Kosrae, un des quatre États des États fédérés de Micronésie est le texte de droit fondamental de l'État de Kosrae. Elle entre en vigueur le 11 janvier 1984. Elle est modifiée une première fois en 1995 puis à nouveau en 2005.